# Тор'ян
То́р'ян (угор. Tarján, грец. ταριάνου) — одне із семи угорських племен, що входило в давньоугорську конфедерацію племен епохи малого переселення народів, періоду вторгнення в Паннонію кінця ІХ — початку Х ст. та «Завоювання батьківщини на Дунаї» у вигляді заснованої там близько 1000 року християнської монархії — Угорського королівства.
Плем'я Тор'ян згадує Костянтин VII Багрянородний в його праці «Про управління імперією». Згідно твердженню Дюли Немета, в назві племені Тор'ян вбачають тюркське визначення титулу «Таркан», «Тархан» — один з титулів військового керівника. В історіографії угорське плем'я Тор'ян зіставляється з башкирським плем'ям Тархан (Гайна) на Уралі. В Угорщині існує місто Tarján, назване на честь цього угорського племені; а в Румунії місто, що має подібну форму походження назви міста — Туріа (рум. Turia, угор. Tarján, нім. Turia), де стоїть пам'ятник князю Арпаду.
Всі племена, що входили в склад давньоугорську конфедерацію племен:
1. Єну — (угор. Jenő, грец. γενάχ)
2. Кеси — (угор. Keszi, грец. κασή)
3. Кийр — (угор. Kér, грец. καρή)
4. Кюртдьормот — (угор. Kürtgyarmat, грец. κουςτουγερμάτου)
5. Медьєр — ( угор. Megyer, грец. μεγέρη)
6. Нєйк — (угор. Nyék, грец. νέκη)
7. Тор'ян — (угор. Tarján, грец. ταριάνου)
8. Кавари — (угор. Kabarok, грец. κάβαροι)